# Jamides celerio
Jamides celerio är en fjärilsart som beskrevs av Fabricius 1777. Jamides celerio ingår i släktet Jamides och familjen juvelvingar. Inga underarter finns listade i Catalogue of Life.